# Przygoda (film 1960)
Przygoda (wł. L'avventura) – włosko-francuski dramat filmowy z 1960 roku w reżyserii Michelangelo Antonioniego. Pierwsza część jego trylogii, na którą składają się również dwa kolejne filmy: Noc (1961) i Zaćmienie (1962). We wszystkich nich główną rolę odegrała ówczesna muza reżysera, Monica Vitti.

## Fabuła
Grupa młodych i bogatych Rzymian urządza sobie wycieczkę łodzią na bezludną, wulkaniczną wyspę blisko wybrzeża Sycylii. Młoda kobieta o imieniu Anna oddala się od grupy i znika bez śladu.

## Obsada
- Monica Vitti – Claudia
- Gabriele Ferzetti – Sandro
- Lea Massari – Anna
- Dominique Blanchar – Giulia

## Produkcja
Zdjęcia kręcono w następujących lokacjach na terenie Włoch:
- prowincja Mesyna (Mesyna, Taormina, Milazzo, Lipari, Francavilla di Sicilia, wyspy Panarea i Lisca Bianca);
- prowincja Palermo (Palermo, Mondello, Bagheria, Altavilla Milicia);
- prowincja Syrakuzy (Syrakuzy, Noto);
- Rzym[2][3].

## Nagrody
Na Festiwalu Filmowym w Cannes w 1960 reżyser otrzymał Nagrodę Specjalną Jury i nominację do nagrody Brytyjskiej Akademii Filmowej.